# ミランダ・ランバート
ミランダ・ランバート(Miranda Leigh Shelton (旧姓Lambert ) 1983年11月10日 - )は、アメリカ合衆国のカントリー歌手。タレント・オーディション番組『Nashville Star 』の2003年のシーズンに出場して最終審査に残り第3位となり、これを機にエピック・レコードと契約。2004年、シングル『Me and Charlie Talking 』でデビュー。2005年、デビュー・アルバム『Kerosene 』はプラチナディスクに認定され、『Bring Me Down 』、『Kerosene 』、『New Strings 』がシングル・カットされた。これら4枚全てのシングルはビルボードのカントリー・チャートで40位以内にランクインした。
エピックのナッシュビル部門閉鎖に伴い、コロムビア・レコード・ナッシュビルに移籍し2007年初頭、第2弾アルバム『Crazy Ex-Girlfriend 』を発売。タイトル曲のシングルは40位以内に入ることができなかったが、次の3枚のシングル『Famous in a Small Town 』、『Gunpowder & Lead 』、『More Like Her 』は全て20位以内にランクインし、中でも『Gunpowder & Lead 』は2008年7月、カントリー・チャートで初めてトップ10入りした。2009年9月、第3弾アルバム『Revolution 』が発売。このアルバムから4週連続首位の『The House That Built Me 』と『Heart Like Mine 』の2枚の首位獲得シングルを含め、5曲がシングル・カットされた。また、グラミー賞、ACMアワード、CMAアワードを獲得。
2011年、カントリー歌手ブレイク・シェルトンと結婚。シングル曲『Baggage Claim 』、『Over You 』を含む第4弾アルバム『Four the Record 』を発売。さらにアシュリー・モンロー、アンジェリーナ・プレスリーと共にピストル・アニーズを結成している。

## 生い立ち
1983年11月10日、テキサス州ロングビュー生まれ、テキサス州リンデイル育ち。父リチャード・リー・ランバート(愛称リック)は警察官を退職後、彼女の母ビバリー･ジューン・ランバート(旧姓ヒュー)とパートナーを組み私立探偵となった。幼少の頃から父から銃の使い方を習い、後に鹿狩りに熱心になった。9歳の頃、両親に連れられガース・ブルックスのコンサートに行き、カントリー・ミュージックに興味を持つようになった。父はカントリーの曲を作曲したり演奏したりすることから、彼の指導によりすぐにタレント・ショーで歌い始め、地元のレストランで歌うようになった。
16歳の頃、リアン・ライムスも出演していたテキサス州アーリントンの『Johnny High Country Music Review 』に出演するようになった。割と早い段階でナッシュビルでの収録を行なったが、ポップ・ミュージックをやりたくなかったためにやめてしまった。テキサスに戻り、父にギターを習い、自分で作曲できるようになった。
高校生の頃所属していたバンド、ザ・テキサス・プライド・バンドで、エルヴィス・プレスリー、ウィリー・ネルソンも出演したことがありブルックス&ダンが音楽活動を始めたテキサス州ロングビューのレオ・パーム・アイル・ボールルームでプロとしてデビュー。
多くの人が彼女を数々の賞を受賞したカントリー歌手だということを認知しているが、彼女の曲や歌詞を知っている人は少ないとされる。『エンターテインメント・ウィークリー』の記者メリッサ・メーズは「彼女は幼少期に様々な音楽の影響を受けている」と語った。15歳の頃、両親はある虐待された母親とその娘を家に迎えた。「彼女は黒い瞳で泣いていた」。この出来事は彼女の視野を広げることになった。「私はドメスティックバイオレンスについてただ聞いたことがあったけれど、それを現実に感じることとなった。明らかに2008年の『Gunpowder and Lea 』に影響がある。」と語った。彼女は現在銃所持の許可を得ており、天使の羽根で飾られた連発拳銃のタトゥーが前腕に彫られており、自分で自分を守るためとしている
。

## 経歴

### 2003年～2006年: 『Kerosene』
2003年、タレント・オーディション番組『Nashville Star 』に出演し、最終的に第3位となった。18歳の頃、テキサス州カレッジステーションのザ・タップなど様々な場所で演奏するようになる。2003年9月15日、エピック・レコードと契約。2004年夏、デビュー・アルバムに先駆けてデビュー・シングル『Me and Charlie Talking 』(父とヘザー・リトルの共作)が発売。デビュー・アルバム『Kerosene 』全12曲中11曲は彼女も作曲に携わっている。このアルバムはビルボードのカントリー・アルバム・チャートで初登場で首位を獲得し、2008年7月までに93万枚以上を売り上げ、最終的に100万枚以上に達しプラチナ認定された。このアルバムからシングル・カットされた4枚はビルボードのカントリー・チャートの40位以内にランクインし、うちタイトル曲は20位以内に入った。2006年初頭、キース・アーバンとジョージ・ストレイトのコンサート・ツアーに参加。2007年にはディエクス・ベントリーとトビー・キースのツアーに参加した。

### 2007年～2008年: 『Crazy Ex-Girlfriend』
2007年5月9日、第2弾アルバム『Crazy Ex-Girlfriend 』が発売。11曲中8曲を作曲し、うち4曲がシングル・カットされた。地元の拳銃クラスを受けていた時に書いた、このアルバムからの3枚目のシングル『Gunpowder & Lead 』は彼女の最高順位にランクイン。
2005年、ラスベガスで行なわれた第40回ACMアワードでCover Girl Fresh Face of Country Music Award を受賞。2005年と2007年にはCMAアワードのホライゾン賞(新人賞)にノミネートされた。またシングル『Kerosene 』でグラミー賞の最優秀女性カントリー・ボーカル賞にノミネートされ、2007年、ACMアワードの最優秀新人女性ボーカリスト賞、2008年、『Crazy Ex-Girlfriend 』でACMアワードの年間アルバム賞を受賞。
2008年、カントリー・ユニバースによるカントリー界の『100グレイテスト・ウーメン』で90位となった。

## ディスコグラフィー

### アルバム
| 2001                                      | Miranda Lambert           | - 発売日: 2001年9月21日 - レーベル: self-released - フォーマット: CD                                             | —  | —  | —  | —  |                                |
| 2005                                      | Kerosene                  | - 発売日: 2005年3月15日 - レーベル: Epic Nashville - フォーマット: CD, digital download - 全米売上: 112.1万枚    | 18 | —  | —  | —  | - US: プラチナ                 |
| 2007                                      | Crazy Ex-Girlfriend       | - 発売日: 2007年5月1日 - レーベル: Columbia Nashville - フォーマット: CD, digital download - 全米売上: 154.5万枚 | 6  | —  | —  | —  | - US: プラチナ                 |
| 2009                                      | Revolution                | - 発売日: 2009年9月29日 - レーベル: Columbia Nashville - フォーマット: CD, digital download - 全米売上: 179万枚  | 8  | —  | —  | —  | - US: プラチナ - CAN: ゴールド |
| 2011                                      | Four the Record           | - 発売日: 2011年11月1日 - レーベル: RCA Nashville - フォーマット: CD, digital download - 全米売上: 101.4万枚     | 3  | —  | 12 | —  | - US: プラチナ                 |
| 2014                                      | Platinum                  | - 発売日: 2014年6月3日 - レーベル: RCA Nashville - フォーマット: CD, digital download - 全米売上: 85万枚         | 1  | 8  | 1  | 52 | - US: プラチナ                 |
| 2016                                      | The Weight of These Wings | - 発売日: 2016年11月18日 - レーベル: RCA Nashville - フォーマット: CD, digital download - 全米売上: 12.2万枚     | 3  | 26 | 5  | 70 |                                |
| "—"は未発売またはチャート圏外を意味する。 |                           | |    |    |    |    |                                |

## プライベート
2006年、カントリー歌手のブレイク・シェルトンと付き合い始める。2008年、シェルトンのマイケル・ブーブレのカバー曲『Home 』でコーラスとして参加している。2008年後期発売のシェルトンのアルバム『Startin' Fires 』の『Bare Skin Rug 』で共作及びデュエットをしている。ランバートのアルバム『Revolution 』では3曲共作し、『Maintain the Pain 』ではコーラスで参加している。2010年5月9日、シェルトンはランバートの父親の許可を得てから彼女にプロポーズし婚約となった。2011年5月14日、テキサス州ボーンのドン・ストレンジ牧場で結婚式を挙げた。母が着たウェディング・ドレスを着て、リーバ・マッキンタイア、ケリー・クラークソン、シーロー・グリーン、マルティナ・マクブライド、ディエクス・ベントリー、レディ・アンテベラムのチャールズ・ケリー、トレイス・アドキンス、ザ・ベラミー・ブラザーズなど家族や友人、550名の前で誓いを交わした。式の後、「私は親友と結婚したわ。笑いの絶えない家庭が楽しみ。」と語った。ランバートとシェルトンはオクラホマ州ティショミンゴに住んでいる。ランバートはオキシゲン・チャンネルの女性殺人者の話である『Snapped 』を見るのが好きだと語ったことがある。「ちょっと怖いけど｣とつぶやいた。「夫が妻に何年も暴力をふるい続ける回を見たわ。ある日最終的に寝室で彼を撃って閉じ込めたまま2年放置するの。住所はカントリー通り233番地だった。」彼女はぶたれることを覚悟していた。「男が撃たれる部分は『Gunpowder and Lead 』に反映したわ。」彼女には責任があるかとの問いに彼女は笑った。「彼女は教えてくれたの。「10年の暴力から解放される勇気をあなたがくれたのよ」私は最大の賛辞を与えられたわ」突然思い出したように「でも撃ったら駄目よ」そして「もしそうしたら私のせいにしないでね」と付け加えた。